# افیون - تب مرگ
افیون - تب مرگ فیلمی ایرانی به کارگردانی امان منطقی و داریوش کوشان و محصول سال ۱۳۶۰ است.

## خلاصه داستان
افسری که به مرز افغانستان اعزام شده مأموریت می‌یابد تا یک قاچاقچی باسابقه را دستگیر کند، اما در دام مردانی گرفتار می‌شود که چند سگ هار آنها را گاز گرفته‌اند. آدم‌های هار افسر را گاز می‌گیرند و قاچاقچی با محموله‌هایش به سمت مرز حرکت می‌کند…